# Victoria & Abdul
Victoria & Abdul ist eine britisch-amerikanische Filmbiografie von Stephen Frears, die auf einem gleichnamigen Buch von Shrabani Basu basiert. Buch und Film erzählen die Geschichte der ungewöhnlichen Freundschaft zwischen der hochbetagten Queen Victoria und ihrem jungen indischen Diener Abdul Karim.
Die Premiere des Films erfolgte am 3. September 2017 außer Konkurrenz bei den 74. Internationalen Filmfestspielen von Venedig. Victoria & Abdul kam am 15. September 2017 in die Kinos im Vereinigten Königreich und am 22. September 2017 in die US-amerikanischen Kinos. Ein Start in Deutschland erfolgte am 28. September 2017.

## Handlung
England im Jahr 1887. Victoria ist nicht nur seit fünfzig Jahren Königin des Vereinigten Königreichs von Großbritannien und Irland, sondern seit zehn Jahren auch Kaiserin von Indien. Ihr goldenes Thronjubiläum wird mit einem prachtvollen Fest begangen, bei dem die Monarchin den jungen Abdul Karim kennenlernt, der zu diesem Anlass aus Indien angereist ist, um ihr die Mohur, eine indische Goldmünze mit ihrem Antlitz, zu überreichen. Auch wenn man dem großgewachsenen jungen Mann mit dem sonnigen Naturell zuvor gesagt hatte, er soll auf alle Fälle den direkten Augenkontakt mit der Königin vermeiden, lächelt er sie bei der Begrüßung unbekümmert an, was Victoria sehr imponiert. Bei einer weiteren Begegnung wirft er sich vor ihr zu Boden und drückt einen Kuss auf ihren Fuß.
Victoria stellt Abdul zunächst als Diener an, doch bald schon wird der so interessant erzählende und ebenso exotisch wie ästhetisch schreibende Fremdling von ihr befördert und erhält Zutritt in ihr (sakrosanktes) Arbeitszimmer und in ihre Gemächer. Schnell entwickelt sich zwischen den beiden ein vertrauensvolles Verhältnis, das ihre Familie und ihre Berater, allen voran den Premierminister und ihren Sohn Bertie, vor den Kopf stößt, denn ein solches Verhalten sind sie von der als zugeknöpft geltenden Königin nicht gewohnt. Victoria nimmt Abdul in ihr Gefolge auf und bittet ihn, ihr Hindi beizubringen, was er in Anbetracht ihres hohen Standes für unangemessen hält und sie stattdessen das formellere Urdu lehrt, das von der muslimischen Bevölkerung Indiens gesprochen wird.
Durch lange und inspirierende Gespräche über die Einschränkungen, die ihre Position mit sich bringt, entwickelt sich schon bald zwischen dem Diener und der Monarchin eine echte Freundschaft. Abdul erzählt ihr umgekehrt viel von seiner Heimat Indien. Sie erfährt von ihm auch, dass er Moslem ist. Victoria nimmt Abdul, meist von Abduls Gefährten Mohammed begleitet, nicht nur zur königlichen Residenz Balmoral Castle und zum Osborne House auf der Isle of Wight mit, sondern auch auf eine Reise nach Florenz, wo Giacomo Puccini Ihrer Majestät ein Stück seiner neuesten Oper Manon Lescaut vorsingt und die Königin sich zu einer Gesangseinlage hinreißen lässt. Obwohl Abdul sie durch Unwahrheiten, was die Beteiligung von Moslems am Aufstand Indiens und eine Fatwa gegen die Königin betrifft, zutiefst verletzt, glaubt Victoria an seine Loyalität und hält gegen den Königlichen Haushalt fest zu ihm. Darüber hinaus wird der zum Munshi aufgestiegene junge Vertraute, zum Entsetzen des Hofs, von Victoria geadelt. Sie lässt seine Ehefrau, die er zunächst verschwiegen hatte, aus Indien nachholen. Irritiert durch den ausbleibenden Kindersegen des indischen Ehepaars, veranlasst sie eine entsprechende Untersuchung, die angesichts der Vollverschleierung der Frau zwar nur oberflächlich erfolgt, bei Abdul jedoch eine fortgeschrittene Syphilis aufdeckt. Selbst dieses kompromittierende Ergebnis führt nicht zu seiner Entlassung; vielmehr veranlasst Queen Victoria ihren Hofarzt zu einer Behandlung Abduls.
Mit ihrem Munshi an der Seite beginnt die Königin eine sich wandelnde Welt durch andere Augen zu sehen und freut sich darüber, dass sie zunehmend ihre Menschlichkeit zurückgewinnt.
Es wird Abdul gewährt, in ihren letzten Minuten am Sterbebett der Königin zu knien. Ihre Todesfurcht spürend spricht er sanft: „Hab keine Angst, kleiner Regentropfen“, denn, vom Strom mitgerissen, wird der Tropfen Teil des großen Ozeans. Nach Victorias Tod lässt Bertie alle Unterlagen, Fotos und Erinnerungsstücke verbrennen, die von den gemeinsamen Aktivitäten mit Abdul zeugen, und wirft ihn mit seiner Familie aus dem Haus. Abdul kehrt nach Indien zurück, wo er bereits 1909 stirbt. Die Zuschauer erfahren im Abspann, dass er ein Tagebuch geführt hat, das im Jahr 2010 entdeckt wurde.

## Hintergrund und literarische Vorlage
Der Film basiert auf dem Roman Victoria & Abdul: The True Story Of The Queen’s Closest Confidant von Shrabani Basu. Das Buch und damit auch der Film beruhen wiederum auf wahren Begebenheiten.
Der Inder Mohammed Abdul Karim erhielt 1887 eine Anstellung als einer von zwei persönlichen Dienern im königlichen Haushalt. Er wurde ein besonders geschätzter und geehrter Diener von Queen Victoria, die zu diesem Zeitpunkt auch Kaiserin von Indien war, und es entwickelte sich zwischen den beiden eine innige platonische Freundschaft. Von der Königin, die über ein Fünftel der Erde und ein Drittel der Weltbevölkerung herrschte, erhielt er später den Titel Munshi, was so viel wie „Lehrer“ oder „Angestellter“ bedeutet, weshalb Karim auch als The Munshi bekannt war. Zudem ernannte sie ihn zu ihrem indischen Sekretär, der sie auf vielen ihrer Reisen begleitete.
Nach dem Tod von Königin Victoria im Jahr 1901 kehrte er nach Indien zurück und lebte bis zu seinem eigenen Tod im Jahr 1909 auf dem Land, das sie ihm vermacht hatte. Karim wurde 46 Jahre alt.

## Produktion

### Stab, Besetzung und Synchronisation

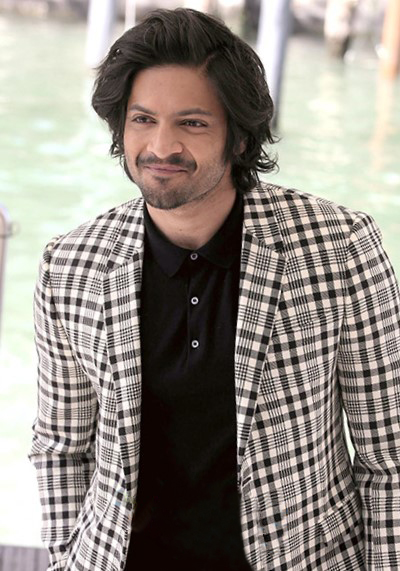
Ali Fazal spielt im Film Abdul Karim

Der Film wurde gemeinsam von BBC Films, Cross Street Films, Perfect World Pictures und Working Title Films produziert. Die Regie übernahm Stephen Frears. Der britische Autor Lee Hall adaptierte Basus Romanvorlage für den Film.
Judi Dench übernahm die Rolle von Queen Victoria, der in Indien geborene Schauspieler Ali Fazal mit Abdul Karim die zweite Titelrolle. Dench hatte Queen Victoria bereits in dem Film Ihre Majestät Mrs. Brown aus dem Jahr 1997 gespielt. Für diese Rolle war Dench im Rahmen der Oscarverleihung 1998 als beste Hauptdarstellerin für einen Oscar nominiert gewesen. Im September 2016 wurde die Besetzung von Michael Gambon und Olivia Williams bekannt. Gambon spielt im Film den britischen Premierminister Lord Salisbury. Tim Pigott-Smith übernahm die Rolle von Victorias Chefsekretär Sir Henry Ponsonby und Olivia Williams die ihrer Begleiterin Baroness Churchill. Eddie Izzard spielt Victorias Sohn Bertie und Julian Wadham die Kammerfrau Alick Yorke. Die Rolle von Abduls Reisegefährten Mohammed wurde mit Adeel Akhtar besetzt, und Giacomo Puccini wird von Simon Callow gespielt. In weiteren Rollen sind Ruth McCabe und Fenella Woolgar zu sehen.
Einige der Schauspieler sind selbst geadelt worden, wie die Figuren, die sie im Film spielen, darunter Dench als Dame Commander des Order of the British Empire und Gambon als Knight Bachelor.
In der deutschen Synchronisation sind Kerstin De Ahna in der Rolle von Königin Victoria und Imtiaz Haque in der Rolle von Abdul Karim zu hören.

### Dreharbeiten und Filmmusik
Die Dreharbeiten wurden im September 2016 begonnen. Der Film wurde in England, Schottland und Indien gedreht, überwiegend jedoch in Agra und im Großraum von London. In England entstanden zudem Aufnahmen an der University of Greenwich, im Osborne House in Cowes auf der Isle of Wight, im Belvoir Castle in Leicestershire, im National Railway Museum in York (North Yorkshire) und im Ham House in Richmond (Surrey). In Schottland fanden die Dreharbeiten in den Highlands von Cairngorms statt. Die letzte Drehphase erfolgte in der indischen Stadt Agra im Bundesstaat Uttar Pradesh, wo zur Zeit der Dreharbeiten Menschen gegen die Aufstellung einer Statue von Queen Victoria protestierten, was die Macher des Films in Panik geraten ließ. Aufnahmen, die in Agra spielen sollen, hatten auch vor Kulissen in London stattgefunden. Weitere Aufnahmen entstanden in der Metropolregion Delhi. Im November 2016 wurden die Dreharbeiten beendet. Als Kameramann fungierte Danny Cohen. Das Szenenbild schuf Alan MacDonald.
Die Filmmusik wurde von Thomas Newman komponiert. Der Soundtrack zum Film umfasst 32 Musikstücke und wurde am 22. September 2017 von Back Lot Music veröffentlicht.

### Veröffentlichung
Am 30. Mai 2017 veröffentlichte Universal Pictures bei Youtube einen ersten Trailer zum Film.
Der Film feierte am 3. September 2017 außer Konkurrenz bei den 74. Filmfestspielen in Venedig seine Premiere. Einher ging die Premiere mit einer Auszeichnung für Frears, der in Venedig den Preis „Jaeger-LeCoultre Glory to the Filmmaker“ für seinen außergewöhnlichen Beitrag zur Innovation des zeitgenössischen Kinos erhalten wird. Ebenfalls im September 2017 wurde der Film beim Toronto International Film Festival vorgestellt. Am 15. September 2017 kam der Film in die Kinos im Vereinigten Königreich und wurde am 22. September 2017 von Focus Features in ausgewählte US-amerikanische Kinos gebracht. Ein Start in Deutschland erfolgte am 28. September 2017.

## Rezeption

### Kritiken und Einspielergebnis
Der Film konnte bislang 66 Prozent der Kritiker bei Rotten Tomatoes überzeugen.
Alonso Duralde von The Wrap ist vom Film insgesamt nicht überzeugt, jedoch von Judi Dench, die als Queen Victoria alle Seiten ihrer schauspielerischen Palette zeige und die Monarchin wieder einmal als einsame Witwe verkörpere, die, von Speichelleckern und Intriganten umgeben und von ihren Kindern enttäuscht, einfach nur nach menschlicher Gesellschaft lechzt.
Auch Hans-Ulrich Pönack lobt in seiner Kritik vor allem die schauspielerischen Leistungen von Judi Dench: „Wie sie [...] mit ihrer einmal mehr ungemein kraftvollen, überzeugenden Körpersprache streitbare Präsenz vom Allerfeinsten zelebriert, das ist schon die oberste Stufe höchst unterhaltsamer, vorzüglicher und sehr vergnüglicher Schauspiel-Kunst.“
In der Sendung Vorgespult vom 23. September 2017 im Deutschlandfunk Kultur bezeichnet Christian Berndt die Bemühungen des Regisseurs, der Geschichte einen aktuellen Bezug zum Thema Fremden- und Islamfeindlichkeit zu geben, als „verquer naiv“. In Großbritannien werde ihm vorgeworfen, er versuche die Kolonialgeschichte weißzuwaschen. Im Urteil nennt Berndt den Film „unhistorisch verklärten Quatsch“.
Von der Deutschen Film- und Medienbewertung wurde Victoria & Abdul mit dem Prädikat Besonders wertvoll versehen. In der Begründung heißt es: „‚Victoria und Abdul‘ ist eine subtile Geschichte über Menschen unterschiedlicher Herkünfte, kultureller Prägung und gesellschaftlicher Stände. Der anfängliche Wohlfühlaspekt der Inszenierung weicht nach der zentralen Wendung dem humanistischen Drama, das Borniertheit, Chauvinismus, Klassendünkel, Rassismus am Hof entlarvt. Abdul dient, wie die Königin dienen muss. Der Fremde verdeutlicht ihr diese Bedeutung des Dienens.“
Susanne Mayer kritisiert dagegen in ihrer Rezension in der Zeit die beschränkte Fokussierung Frears darauf, „den Menschen“ hinter der offiziellen Rolle aufzuspüren und beanstandet den tropfend kitschigen Stoff des Films, dessen Skript keinen Gag auslasse auf Kosten von Hofdamen, schwitzenden Beamten und Laufburschen in Uniform. Ohne die brillante schauspielerische Leistung von Judi Dench, die es allerdings schaffe, „einen mauen Film in etwas sehr Wundervolles zu verwandeln“, würde Frears Victoria & Abdul „entgleisen“ und „auf seinen obligaten Scherzchen ausrutschen“.
Auch Die Welt lobt in ihrer Filmkritik die großartige Darstellungsleistung von Judi Dench mit ihrem bemerkenswerten „Mut zur Bosheit und zur Hässlichkeit“. Was sie zeige, so heißt es, sei grandios. Was sie zu sagen habe, sei jedoch „nicht sonderlich interessant“. So schaue man zuerst ratlos, dann zunehmend gelangweilt auf diese Kinofigur in Frears Verfilmung.
Die weltweiten Einnahmen des Films aus Kinovorführungen belaufen sich bislang auf 65,4 Millionen US-Dollar. In Deutschland verzeichnet der Film 422.250 Besucher.

### Auszeichnungen (Auswahl)
Am 18. Dezember 2017 gab die Academy of Motion Picture Arts and Sciences bekannt, dass sich Thomas Newmans Arbeit auf einer Shortlist befindet, aus der die Nominierungen in der Kategorie Beste Filmmusik im Rahmen der Oscarverleihung 2018 erfolgen werden. Etwa zeitgleich gab die Academy bekannt, dass sich der Film auch in der Vorauswahl befindet, aus der die Nominierten in der Kategorie Bestes Make-Up und Beste Frisuren bestimmt werden. Im Folgenden eine Auswahl von Nominierungen im Rahmen weiterer Filmpreise.
AACTA International Awards 2018
- Nominierung als Beste Hauptdarstellerin (Judi Dench)

Europäischer Filmpreis 2018
- Nominierung für den Publikumspreis (Stephen Frears)[30]

Golden Globe Awards 2018
- Nominierung als Beste Hauptdarstellerin (Judi Dench)

Hollywood Music in Media Awards 2017
- Nominierung in der Kategorie Original Score: Feature Film (Thomas Newman )[31]

Oscarverleihung 2018
- Nominierung für das Beste Kostümdesign (Consolata Boyle)
- Nominierung für das Beste Make-Up und die besten Frisuren (Daniel Phillips, Lou Sheppard)

Satellite Awards 2017
- Nominierung für das Beste adaptierte Drehbuch (Lee Hall)
- Nominierung als Beste Filmschauspielerin (Judi Dench)
- Nominierung für die Besten Kostüme (Consolata Boyle)[32]

Screen Actors Guild Awards 2018
- Nominierung als Beste Hauptdarstellerin (Judi Dench)[33]